# Он, я и его друзья
«Он, я и его друзья» (англ. You, Me and Dupree «Ты, я и Дюпри») — кинокомедия Энтони и Джо Руссо.

## Сюжет
Карл Питерсон женился на дочери своего босса Молли и получил повышение по службе. Ему во всём приходится соглашаться со своим тестем, вплоть до того, что он возьмёт его фамилию и сделает вазектомию после рождения первенца. По возвращении из медового месяца Карл узнаёт, что его лучший друг Дюпри попал в череду проблем. Он остался без дома, без работы и без машины. Дюпри — большой ребёнок, живущий сегодняшним днём и вечно попадающий в неприятности. Карл решает приютить Дюпри, но это заканчивается свиданием со свечами и пожаром, который случайно устроил Дюпри. После случившегося Дюпри сам покидает жилище Питерсонов.
Вечером этого же дня Карл обнаруживает одинокого Дюпри мокнущего под дождём на скамейке и, под давлением супруги, возвращает его. На этот раз Дюпри изо всех сил начинает стараться стать полезным членом семьи. Он делает ремонт в доме, готовит и убирается. Это вновь приводит к проблемам. Карл начинает подозревать, что его друг стал ухаживать за Молли. Дело осложняется постоянным стрессом на работе. В очередной раз опоздав на торжественный семейный ужин, Карл в приступе ревности устраивает скандал и выгоняет друга. На следующий день на ужин приглашён отец Молли, мистер Боб Томпсон. Случайным образом Дюпри попадает на застолье. Неожиданно мистер Томпсон, довольно тяжёлый в общении человек, находит общий язык с Дюпри (чего Карлу никак не удавалось). Томпсон даже приглашает Дюпри на рыбалку, и это становится последней каплей.
Карл уходит из дому. Дюпри, чувствуя свою вину, начинает его поиски. Карл тем временем приходит на работу и вызывает мистера Томпсона на решающий разговор и требует больше не вмешиваться в его жизнь. Мистер Томпсон соглашается. Карл возвращается домой и мирится с Молли. Дюпри становится проповедником и модным писателем.

## В ролях
| Актёр         | Роль           |
| ------------- | -------------- |
| Оуэн Уилсон   | Рэнди Дюпри    |
| Кейт Хадсон   | Молли Питерсон |
| Мэтт Диллон   | Карл Питерсон  |
| Майкл Дуглас  | Мистер Томпсон |
| Аманда Детмер | Энни           |
| Сет Роген     | Нейл           |
| Билл Хейдер   | Марк           |